# 田中真知 (作家)
田中 真知（たなか まち、男性、1960年 - ）は、日本の作家、翻訳家、サイエンスライター。

## 略歴
東京都出身。慶應義塾志木高等学校、慶應義塾大学経済学部卒業。科学雑誌や医療雑誌のライターを経て、エジプトに8年滞在。アフリカ・中東各地を取材・旅行し、執筆活動を行う。
2016年『たまたまザイール、またコンゴ』で第1回斎藤茂太賞特別賞受賞。

## 著書

### 随筆・評論など
- 『理想郷シャンバラ チベット奥地にひそむ賢者の国』（学習研究社、学研ポケットムー・シリーズ） 1984
- 『アフリカ旅物語 北東部編』（凱風社） 1994
- 『アフリカ旅物語 中南部編』（凱風社） 1995
- 『アフリカ旅物語 北東部編』（凱風社） 1995
- 『ある夜、ピラミッドで』（旅行人） 2000
- 『孤独な鳥はやさしくうたう』（旅行人） 2008
- 『美しいをさがす旅にでよう』（白水社、地球のカタチ） 2009
- 『たまたまザイール、またコンゴ』（偕成社） 2015

### サイエンス
- 『自然がつくる形』（リブリオ出版、図書館探検シリーズ5） 1990
- 『地球に生きる わたしたちと水』（左巻健男監修、フレーベル館） 2005
- 『地球に生きる わたしたちと土』（左巻健男監修、フレーベル館） 2005
- 『地球に生きる わたしたちと木』（左巻健男監修、フレーベル館） 2005
- 『地球に生きる わたしたちと風』（左巻健男監修、フレーベル館） 2005
- 『へんな毒すごい毒 こっそり打ち明ける毒学入門』（山崎幹夫監修、技術評論社、知りたい!サイエンス） 2006
- 『毒薬 ズバリ図解』（ぶんか社文庫） 2008
- 『世界の聖地file 知られざる神秘の聖域を完全網羅! 決定版』（学研パブリッシング） 2010
- 『毒学教室 毒]しくみから世界の毒事件簿まで、毒のすべてをわかりやすく解説! より深くより楽しく』（鈴木勉監修、学研教育出版、学研雑学百科） 2011
- 『ひとはどこまで記憶できるのか - すごい記憶の法則』（技術評論社） 2011

### 共著・編著
- 『新世紀の贈りもの 創造的人間学のパノラマ』（舟岡郁子共編集、平河出版社） 1983

## 翻訳
- 『神の刻印』（グラハム・ハンコック、凱風社） 1996
- 『マヤの予言』（エイドリアン・ギルバート, モーリス・コットレル、凱風社） 1997
- 『惑星の暗号』（グラハム・ハンコック、翔泳社） 1998
- 『マギ 星の証言』（エイドリアン・G・ギルバート、凱風社） 2000
- 『転生 古代エジプトから甦った女考古学者』（ジョナサン・コット、新潮社） 2007
- 『転生者オンム・セティと古代エジプトの謎 3000年前の記憶をもった考古学者がいた!』（ハニー・エル・ゼイニ, キャサリン・ディーズ、学習研究社） 2008